# Трибухівці (Трибухівська сільська громада)

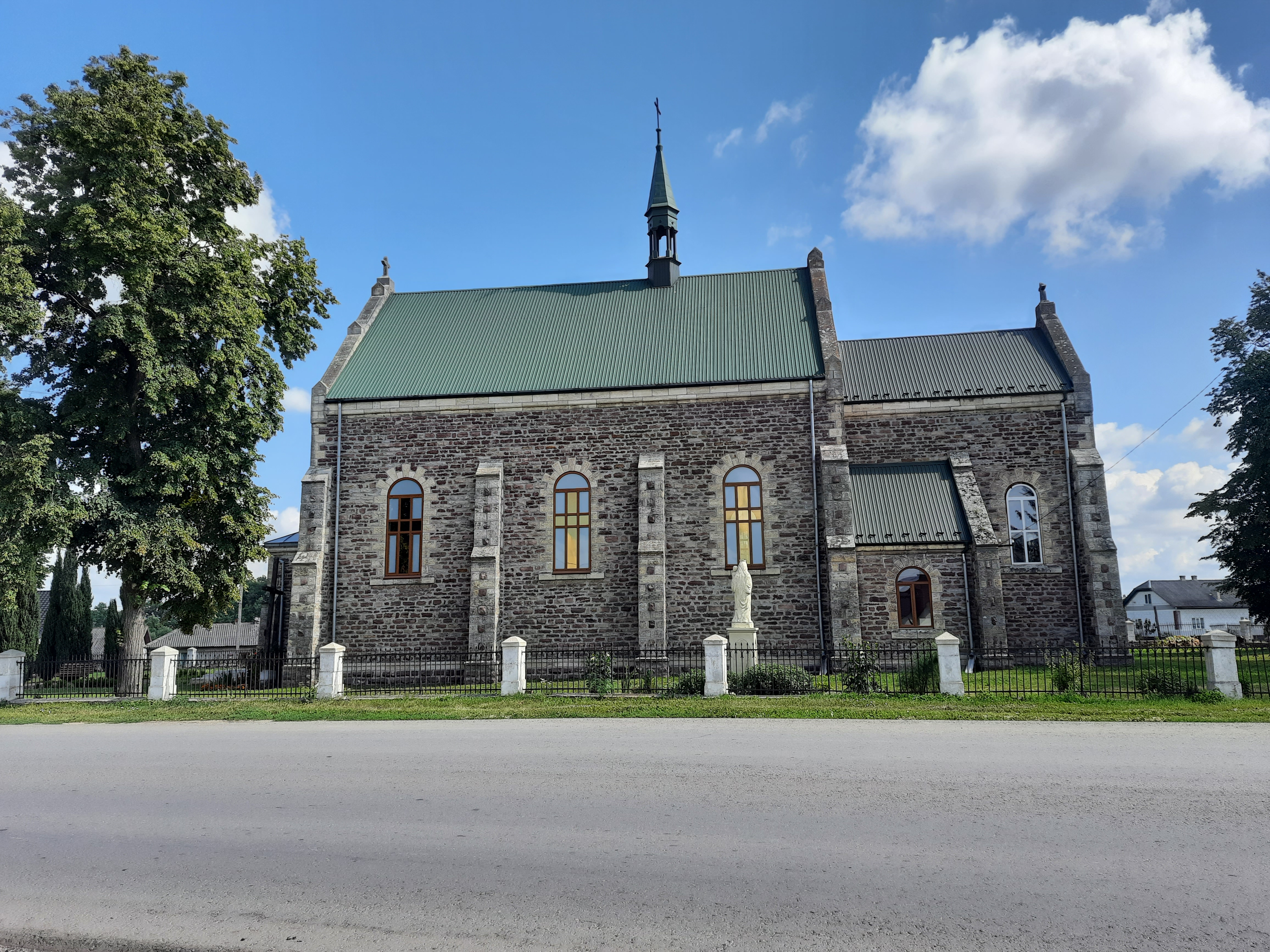
Костел Неустанної Помочі Божої Матері

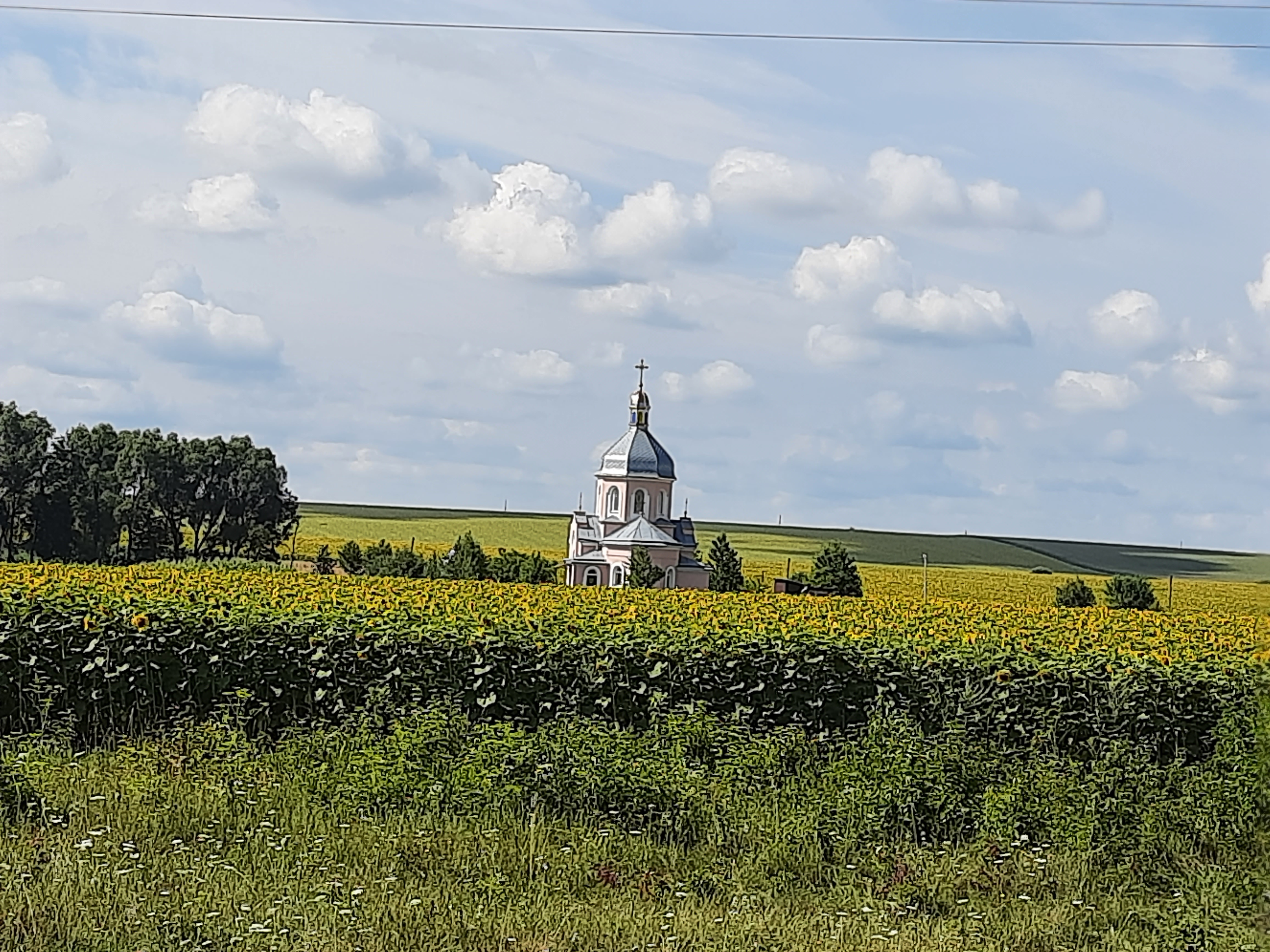
Церква Різдва Пресвятої Богородиці

Трибухі́вці — село в Україні, у Трибухівській сільській громаді Чортківського району (до 2020 року в Бучацькому районі) Тернопільської області. Розміщене на річці Вільховець, на північному сході району.
Було центром Трибухівської сільської ради. Від вересня 2016 — центр Трибухівської сільської громади.
У 1961—1992 рр. називалося Дружба. Біля Трибухівців є хутори Заниво та Поперечки, до села приєднано хутір Завадина; хутори Верховина, Довговина, Кут виведені з облікових даних у зв'язку з переселенням мешканців.

## Місцевості села
Борщівка, Брухалівка (колишній хутір), Завадина (колишній хутір), Отинівка.

## Історія

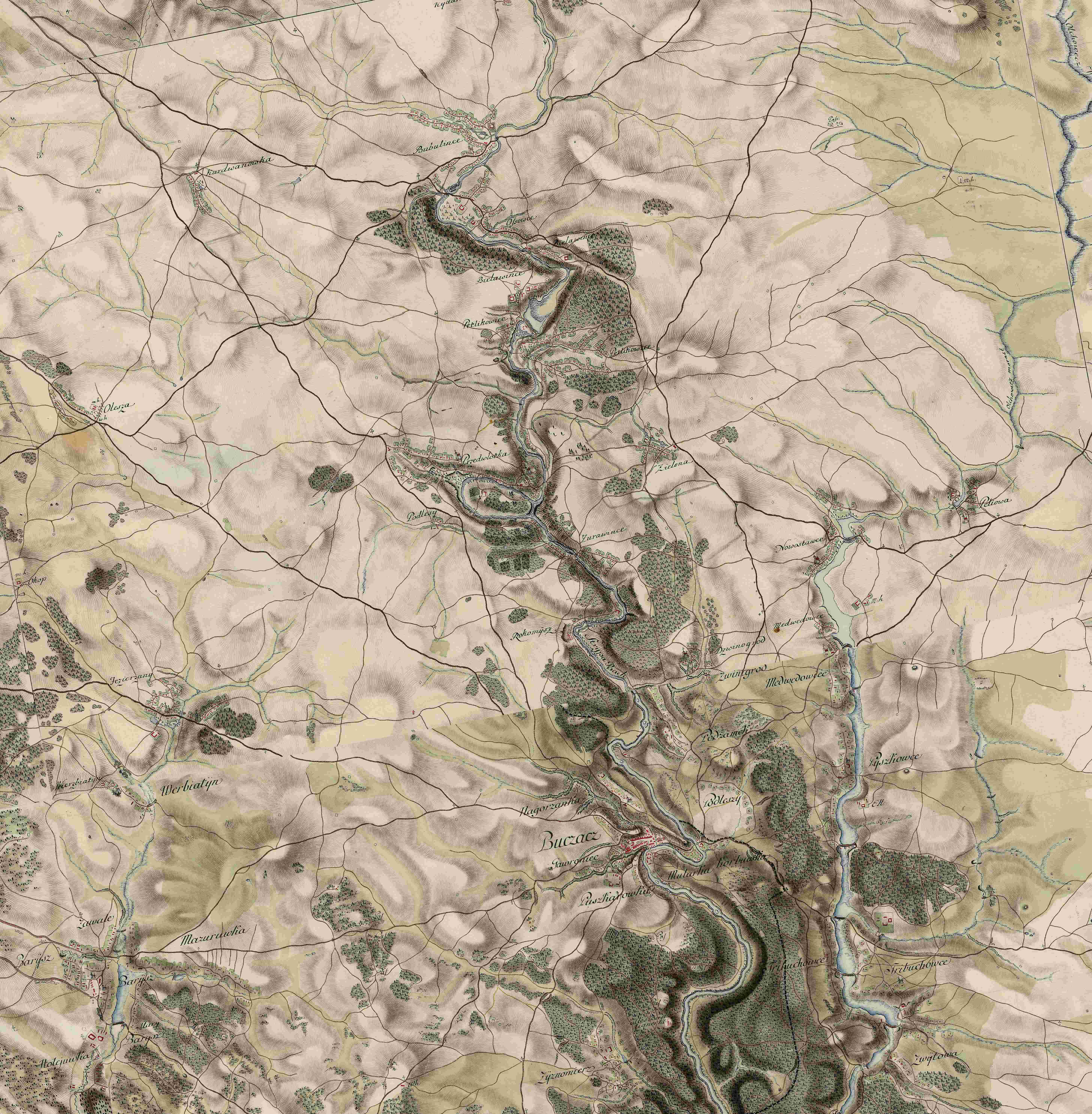
Трибухівці на мапі фон Міґа, XVIII ст.

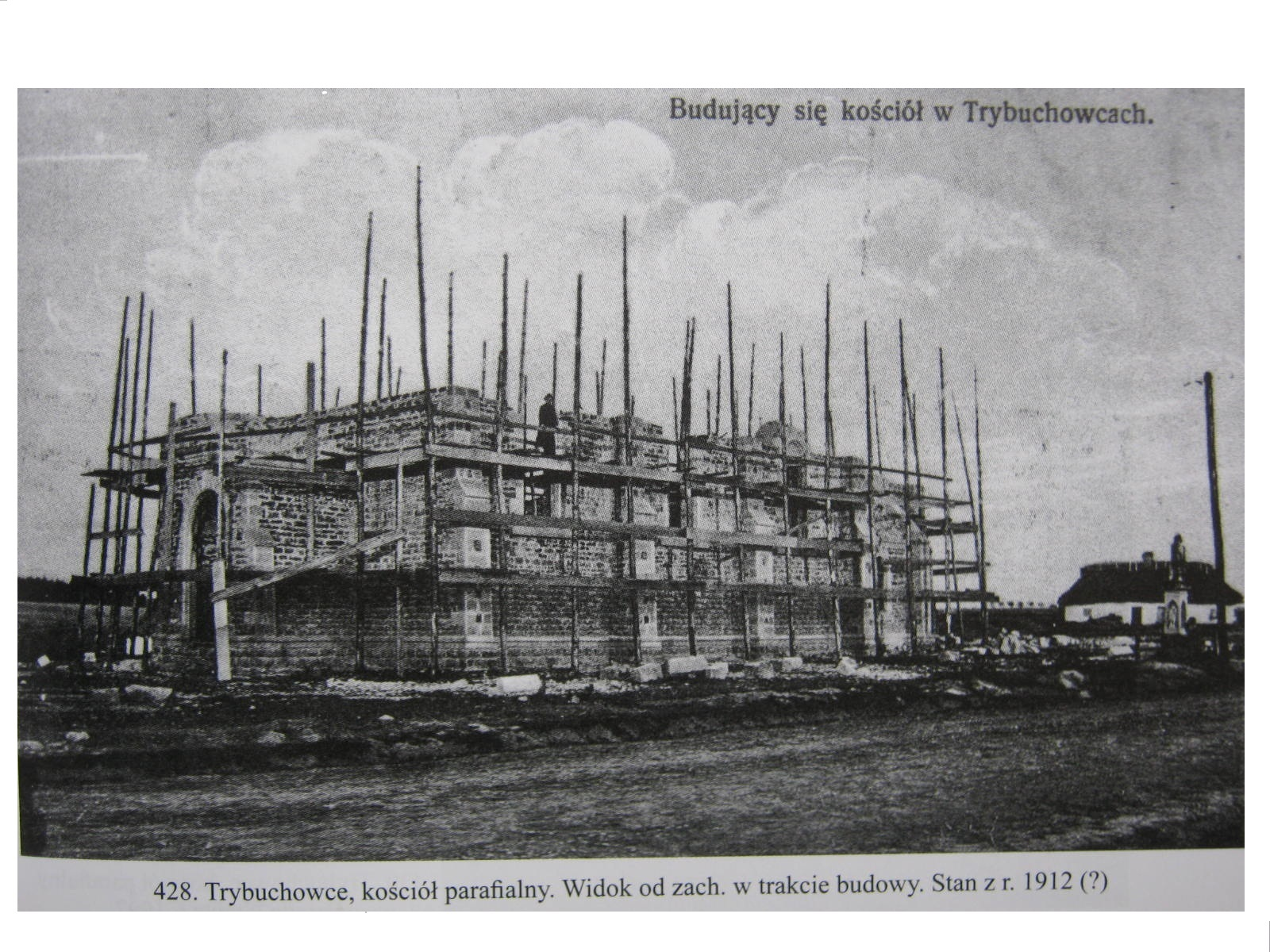

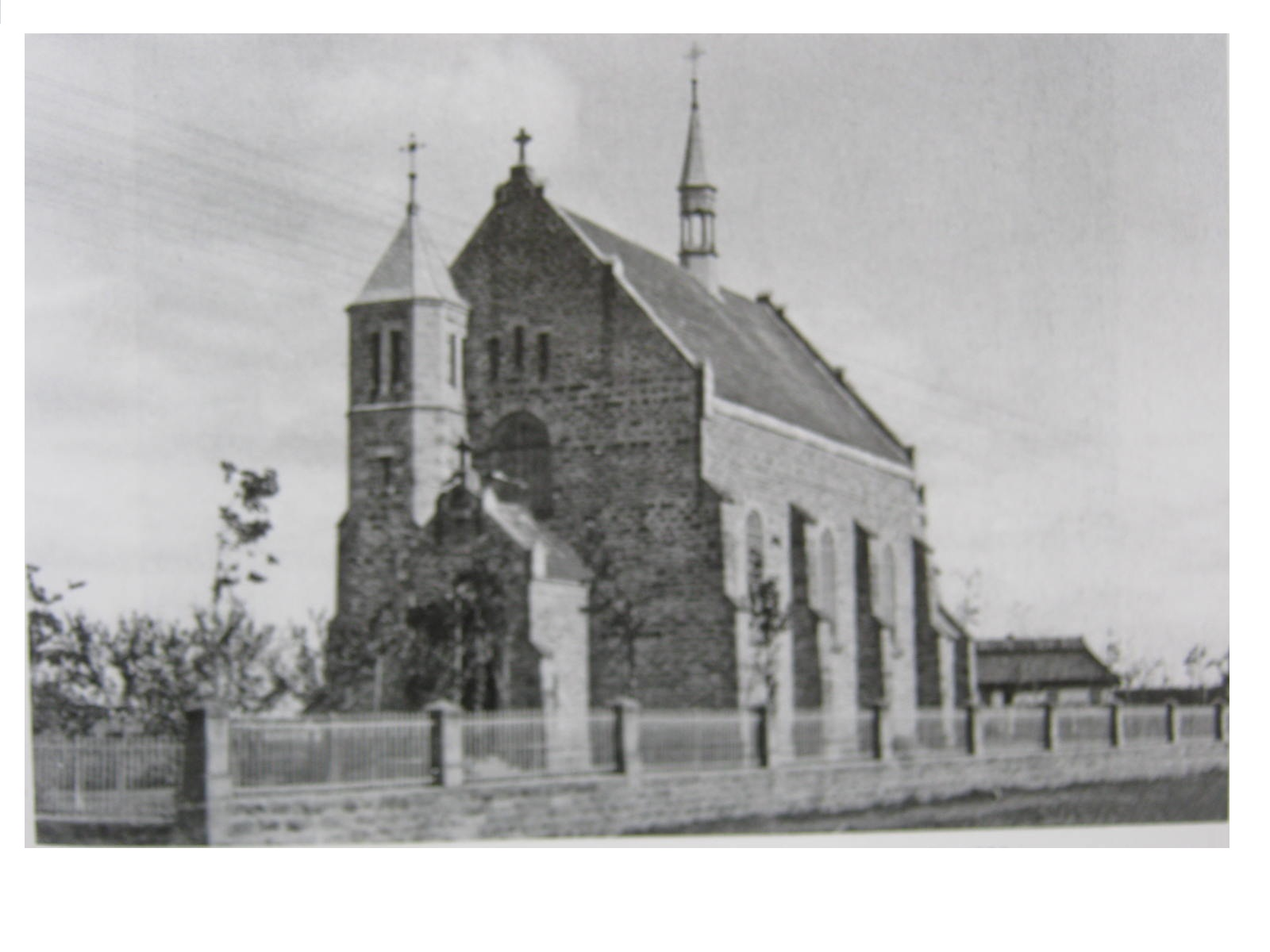

Перша письмова згадка описує село як власність Бучацьких гербу Абданк.
У 1611 році власником, чи посідачем, села став Станіслав Ґольський, який набув маєтність від представника роду Бучацьких-Творовських гербу Пилява.
У 1672 році село згадується в щоденнику Ульріха фон Вердума.
У 1680 р. після демаркації польсько-турецького кордону Трибухівці залишилися у складі Речі Посполитої.
12 вересня 1702 р. дідичем був Стефан Александер Потоцький — фундатор монастиря оо. василіян у Бучачі
У 1810 році дідич села — Ігнацій Красицький(пом. 20 жовтня 1844; братанок примаса Королівства Польського і Великого князівства Литовського Ігнація Красицького, проживав у Стратині), від якого перейшли в руки доньки Ружі — дружини Адама Орловського (вказаний власником у 1832 р.).
З кінця 1840-х до початку 1870-х дідичами були вірмени Захаріяш та Францішек Криштофовичі, в другій половині 1870-х — граф Теодор Лянцкоронський.
Найпізніше з 1886 року до початку другої світової війни дідичами були Корнель (пом. 1898), Францішек (1871—1935, портретист, батько Ядвіги Городиської), Корнель (1904—1940).
У селі діяли українські товариства «Просвіта», «Луг», «Сокіл», «Сільський господар» та інші.
15 червня 1934 р. частину земель села площею 291,5499 га передали селу Слобідка Джуринська Чортківського повіту.
Перший колгосп створили у квітні 1940 року.
1941 року в селі поблизу цвинтаря біля центральної дороги насипали 6-кутну символічну могилу, обклали насип камінними цоколями висотою 80 см, поверхню — дерном. В середину помістили землю, политу кров'ю в'язнів Чортківської тюрми, на вершині встановили березовий хрест. Знизу поставили плиту, на якій викарбували 2 шаблі, тризуб, надпис: «Спіть, хлопці, спіть. Про кращу долю і волю України сніть.» Плиту червоні окупанти знищили 1944 року, насип розгорнули 1950-го.
Чимало хлопців воювали в лавах УПА. Під час однієї з облав, в якій, за спогадами Ганни Семирозум, брали участь ковпаквці, у січні 1945 відбулась перестрілка між упівцями та ними. Кілька ковпаківців вбили, зокрема, «їх старшого» — у відповідь «визволителі» підпалили хату, де виявили повстанців. Згоріла заживо худоба, все майно.
Бучацький аграрний коледж на початку ХХІ століття змінив «місце прописки» на село.
12 червня 2020 року, відповідно до розпорядження Кабінету Міністрів України № 724-р «Про визначення адміністративних центрів та затвердження територій територіальних громад Тернопільської області» увійшло до складу Трибухівської сільської громади.
19 липня 2020 року, в результаті адміністративно-територіальної реформи та ліквідації Бучацького району, увійшло до складу новоутвореного Чортківського району.

### Релігія

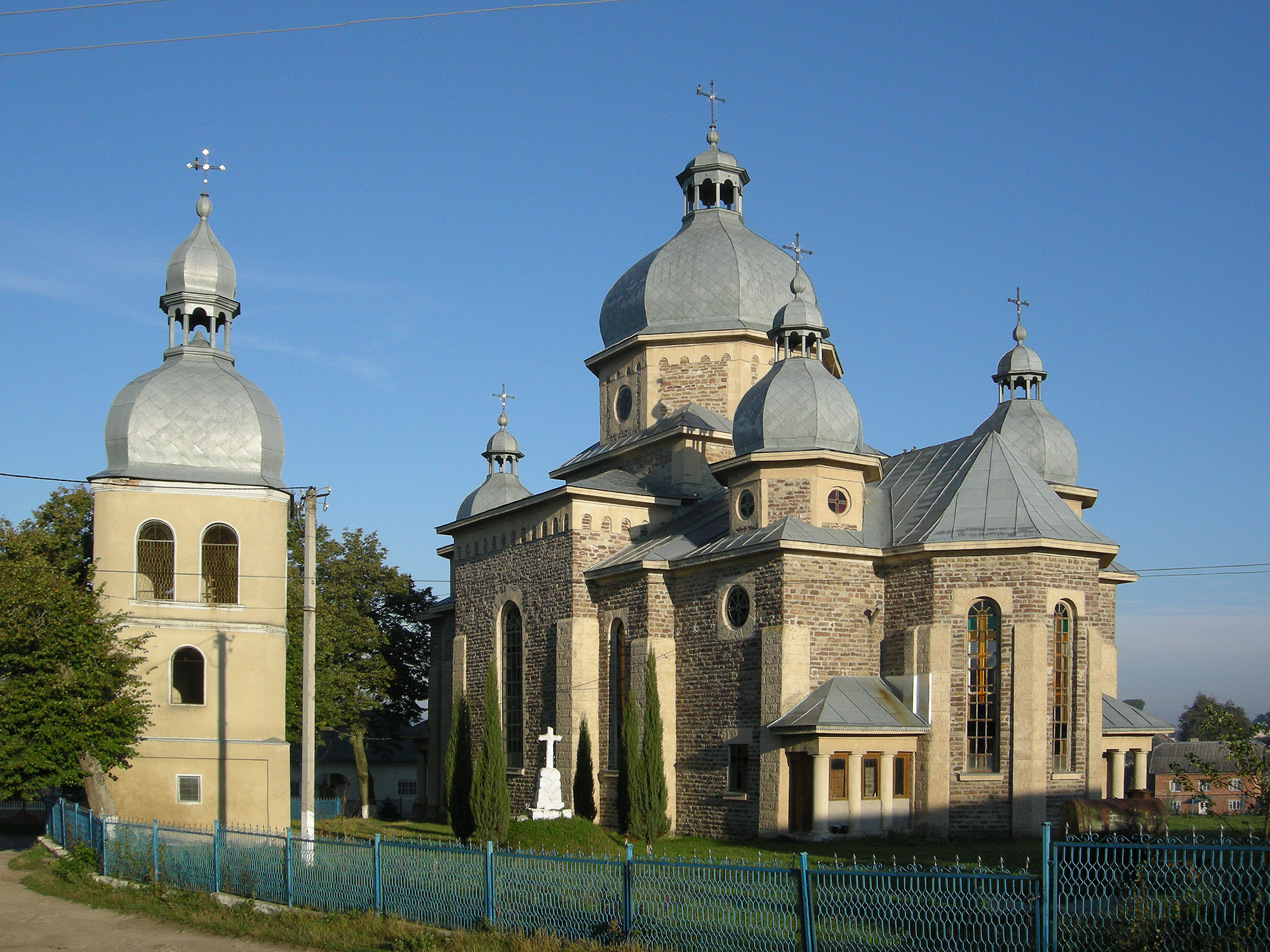
Церква Преподобної Параскеви (12.09.2010)

1762 року в Пишківцях відкрито експозитуру греко-католицької парафії у Трибухівцях.
До Львівського псевдособору 1946 всі храми в селі належали вірним УГКЦ.
- Церква Преподобної Параскеви (1847 р., відбудована 1994 р., кам'яна; Церква на Отинівці, УГКЦ); добудована в 1990-х);
- Церква Благовіщення Пресвятої Богородиці (XVI—XVII ст., дерев'яна, також відома як Церква на Борщівці, ПЦУ) — 26 грудня 2018 року перейшла до Помісної Православної Церкви від УПЦ МП[17];
- Церква Успіння Пресвятої Богородиці (1926 р., мурована, відома як Церква на Завадині, ПЦУ);
- Церква Різдва Пресвятої Богородиці (2008 р., мурована, УГКЦ);
- Костел Неустанної Помочі Божої Матері (земельну ділянку, кошти надав Францішек Городиський, проект безкоштовно виконав Ян Тарчалович[18] (з 1912 року — директор школи будівельних ремесел у місті Бучачі[19]) 1903—1936;[20];
- 5 капличок.

## Політика

### Парламентські вибори, 2019
На позачергових парламентських виборах 2019 року у селі функціонували 3 окремі виборчі дільниція № 610195–610197.
Результати
- зареєстровано 2937 виборців, явка 48,01 %, найбільше голосів віддано за «Слугу народу» — 39,29 %, за «Голос» — 16,93 %, за «Європейську Солідарність» — 12,14 %.[21] В одномандатному окрузі найбільше голосів отримав Микола Люшняк (самовисування) — 42,13 %, за Ігоря Сопеля (Слуга народу) — 25,24 %, за Степана Брацюня (Конгрес українських націоналістів) — 8,27 %[22].

## Населення

### Мова
Розподіл населення за рідною мовою за даними перепису 2001 року:
| Мова       | Кількість | Відсоток |
| ---------- | --------- | -------- |
| українська | 4302      | 99.86 %  |
| російська  | 5         | 0.12 %   |
| вірменська | 1         | 0.02 %   |
| Усього     | 4308      | 100 %    |

## Пам'ятки
- Поселення Трибухівці I[d] (трипільська культура (IV тис. — кін. III тис. до н. е.));
- Поселення Трибухівці II[d] (західно-подільська група скіфського часу; давньоруський час (XII—XIII ст.));
- Поселення Трибухівці III[d] (західно-подільська група скіфського часу);
- Поселення Трибухівці IV[d] (давньоруський час (XII—XIII ст.));
- Поселення Трибухівці V[d] (давньоруський час (XII—XIII ст.));
- Поселення Трибухівці VI[d] (давньоруська культура (XII—XIII ст.));
- Поселення Трибухівці VII[d] (епоха бронзи—ранньозалізний час; черняхівська культура; давньоруська культура (XII—XIII ст.));

### Втрачені

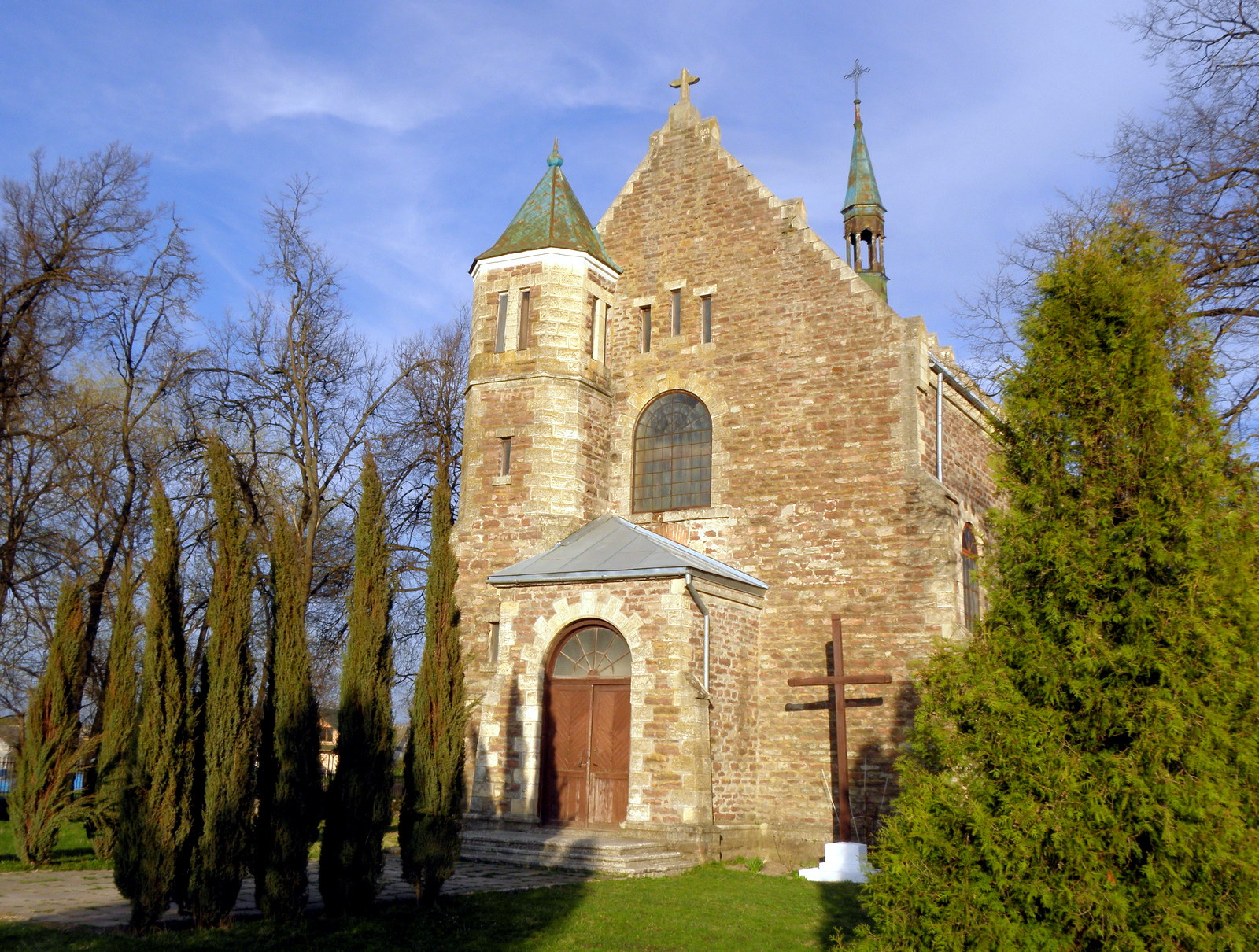
Костел Неустанної Помочі Божої Матері (1936)

- палац Городиських у неоготичному стилі[24] (тепер на цьому місці — залишки господарських приміщень виробничої частини колишнього Бучацького радгоспу-технікуму — тепер Бучацький агроколедж Подільського ДАТУ), але в 1944 р. його було підірвано. В 1957 році рештки споруди повністю розібрали.

### Пам'ятники
- пам'ятний хрест на честь скасування панщини 1848 року (відновлено 1991);
- воїнам-односельцям[d], полеглим у німецько-радянській війні (1970, реконструйовано 1984);
- на могилі[d] воїна ЧА В. Грамоти (1979).

Пам'ятний знак (хрест) на честь скасування панщини
Щойновиявлена пам'ятка історії.
Робота самодіяльних майстрів, виготовлений із каменю.
Розміри: висота хреста — 1,35 м, постамент — 1х0,9х1, нижній блок постаменту — 1,6х2х2.

## Соціальна сфера
Працюють ЗОШ 1-3 ступ., Будинок культури, бібліотека, ФАП, дільнична сімейна лікарня, аптека, дошкільний заклад, відділення зв'язку, фермерські господарства, 10 торгових закладів;

## Населення
У 2007 році в Трибухівцях проживало 4232 особи.

## Спорт
У радянські часи команда радгоспу «Дружба», створена з гравців бучацького «Колгоспника (Колоса)», неодноразово брала участь у всесоюзних змаганнях за кубок «Золотий колос», у яких тричі підряд (1969—1971) перемагала, завдяки чому навічно отримала головний приз, що нині перебуває в експозиції Бучацького районного краєзнавчого музею.
У часи відновлення Незалежності України сільський ФК «Трибухівці» кілька разів ставав чемпіоном та володарем Кубка Бучацького району з футболу. В сезоні 2017 року клуб бере участь у розіграші Першості Тернопільської області серед команд Першої ліги.

### Відомі люди

#### Народилися
- Володимир Багрій — український композитор, педагог
- Іван Балюк — український поет, публіцист, громадський діяч
- Леся Балюк[28] — українська поетеса, прозаїк
- Дмитро Бучинський — український літературознавець, перекладач
- Варгун Михайло Григорович (1950) —  український педагог-хормейстер, фольклорист.
- Микола Головач — громадський діяч
- Ядвіга Городиська — польська скульпторка, викладачка, донька дідича Трибухівців.[29]
- Корнель Ян Леон Городиський[d] (1904–?) — землевласник
- Зваричевська Мирослава Василівна — українська філологиня, педагогиня, громадська діячка, дисидентка та політичний в'язень часів СРСР. Заслужений вчитель України. Небога та похресниця відомого публіциста і дослідника, професора Українського Католицького Університету (Рим) Дмитра Бучинського.
- Корнило Кізюк[30] — український військовик, командант Технічного куреня УГА
- Ігор Лисий — український підприємець, заступник міського голови Кам'янця-Подільського, останній директор перед анексією центру «Артек»[31]
- Світлана Луців[32] — українська художниця,  учасниця російсько-української війни.
- Корнило Мідюн[33] — український військовик, командант куреню УГА, інженер
- Михайло Нетриб'як — український архітектор
- Ігор Римар — український військовик, учасник російсько-української війни, військовослужбовець 80-ї окремої аеромобільної бригади, «кіборг»(1987—2015)
- Владислав Шкляж — голова «Товариства бучачан» у Польщі

#### Проживали
- Герой соціалістичної праці, ланкова Олена Мокій.
- Чумак Ігор Михайлович (13.06.1971 — 08.08.2022) — український військовик, учасник російсько-української війни,[34]

#### Поховані
- Ігор Римар,
- Олена Мокій.
- Чумак Ігор Михайлович

### Загинули в боях з червоними, убиті окупантами
- Багрій Григорій Семенович (1922—1946, у бою біля Цвітової, там похований),
- Борис Михайло Пилипович (1919—?, арештований 1941),
- Вахович Василь Григорович («Ясен», 1922—1945, у бою на Круковій горі),
- Велещук Микола Григорович (1922—1945, у бою на Круковій горі),
- Велещук Олекса (1920-?),
- Качур Степан Семенович (1922—1945, у бою на Круковій горі),
- Пискливець Іван Григорович («Чорний», 1922—1945, у бою на Круковій горі),
- Велещук Іван Пилипович (1921—1945, біля Григорова Монастириського району),
- Гуляк Михайло Миколайович («Ох», 1925—2.4.1949, Трибухівці),
- Гуляк Микола Миколайович (1906—1947, Чортківська тюрма),
- Гуляк Катерина (1947, при облаві в с. Джурині),
- Голик Максим Васильович («Гай», 1925—1945, вбитий Йосипом Рудиком),
- Гринів Михайло Степанович (1925—1945, с. Слобідка),
- Каліка Василь, Качур Костянтин Данилович («Залізняк», 1922—1945, сотник УПА, воював на Сокальшині 1942 року, там загинув),
- Качур Петро (1922-?),
- Курило Степан Михайлович (1923—1949, Бучацька тюрма),
- Леськів Левко Антонович (1922-?),
- Леськів Степан Антонович (1926-?, Ріпинці),
- Лучка Микола Семенович («Музика», 1924—1946, заарештований у криївці, Чортківська тюрма),
- Нагайовський Григорій, Настин Іван Йосипович (1922-?, під час допиту на проборстві, Цвітова),
- Невістюк Михайло федорович («Сулима», 1915—?, Жизномир),
- Невістюк Григорій Федорович («Вир», 1923—?, Цвітова),
- Невістюк Степан федорович («Тур»,1925—?, Устя-Зелене),
- Невістюк Семен (1914-?, Пишківці),
- Нетребяк Михайло Іванович («Рішучий», 1926—1946, Поляниця),
- Олексевич Михайло Михайлович (1922—?, Симінче),
- Остапів Степан («Міцний», 1912—1945, Слобідка),
- Потюк Ілля Григорович («Ісай», 1922—?, Новоставці),
- Потюк Михайло (1912—1944, Франківщина),
- Падлецький Михайло (1905—?, арешт 1941),
- Поселюжний Микита Степанович (1912—1947, Карпати),
- Пукало Григорій,
- Римар Максим (1896—1946, розстріл),
- Римар Іван Максимович (1922—1947, Полівці),
- Рачковський Григорій (1921—1945),
- Собко Павло Григорович (1925—1945, «Руцка», розстріл),
- Свестіль Йосип Михайлович (1924—1948, Симінче),
- Тимчишин Дмитро Васильович («Меч», 1922—1947(8), хутір Верховина, с. Пишківці),
- Тимчишин Григорій Андрійович (1922—1945, вул. Отинівка),
- Тимчишин Михайло, Зозуля Василь Степанович (1924—1944, Ягольницьке поле),
- Зозуля Павло Казимирович (1921—?),
- Цюп'як Федір Михайлович (1905, Пилява-1941, Малі Заліщики; член ОУН з 1939, підпільник, виготовляв зброю, був у групі «Довга»),
- Шпилька Микола Семенович (1924—1947).[35]

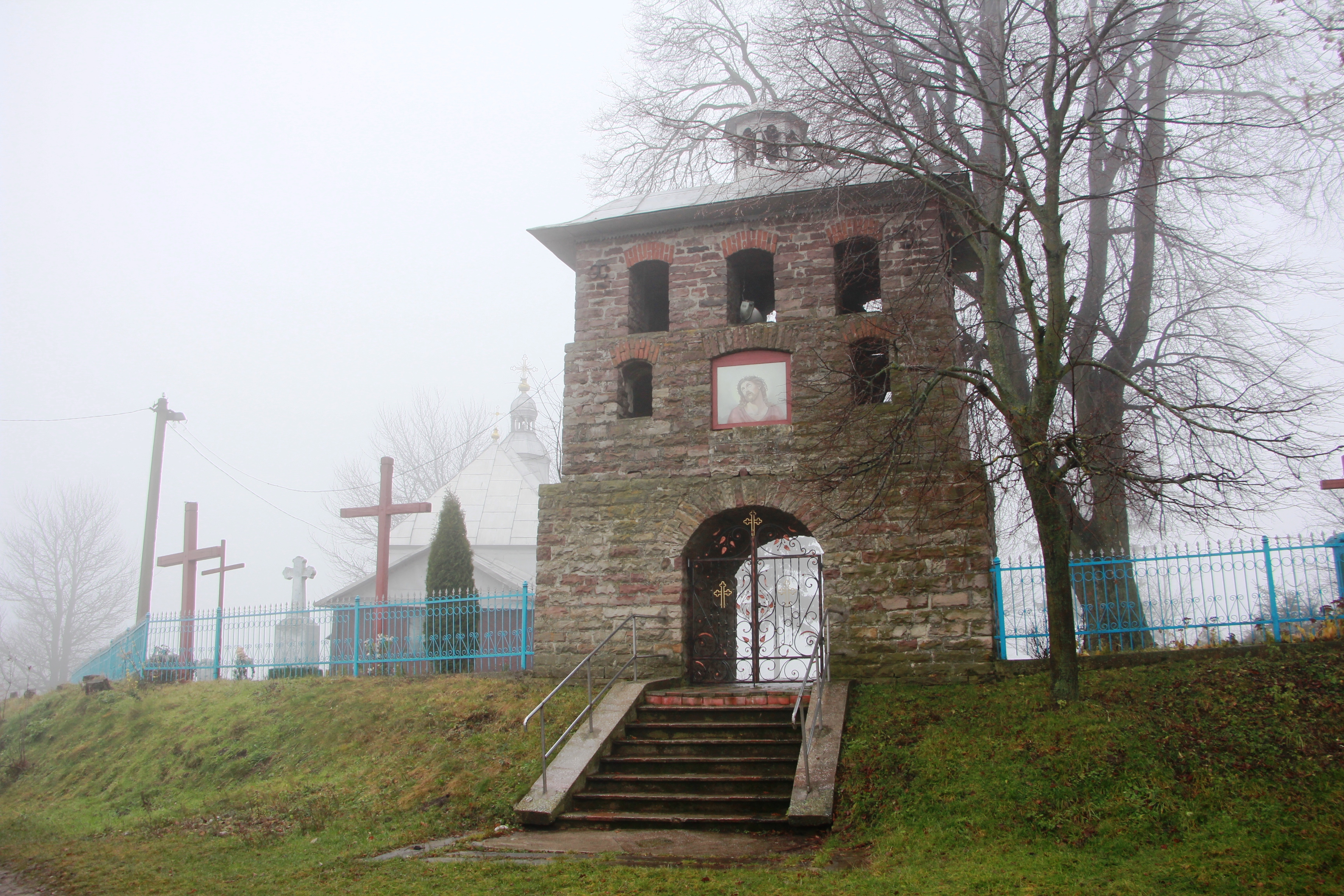
Церква Благовіщення Пресвятої Богородиці XVI—XVIIст
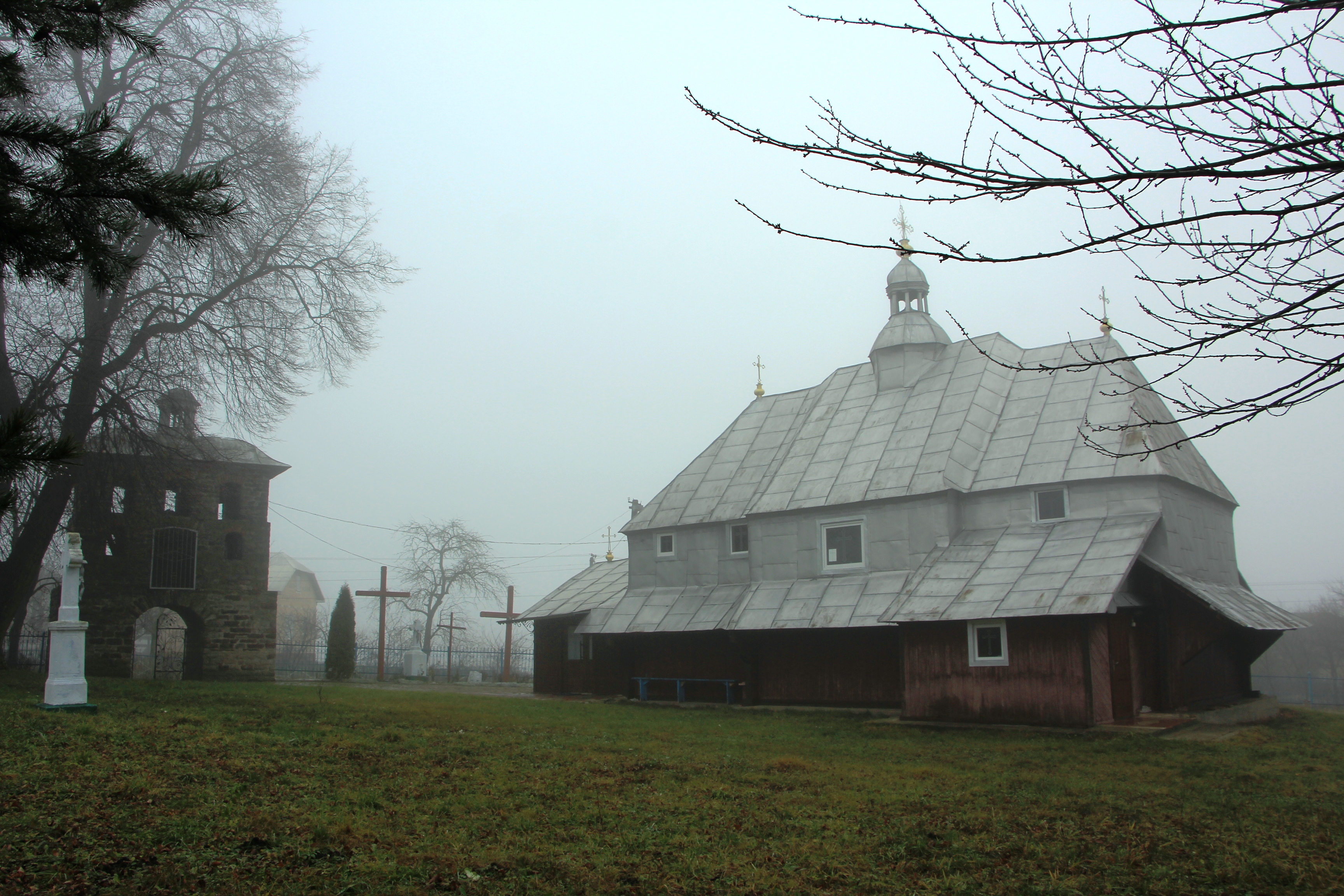
Церква Благовіщення Пресвятої Богородиці XVI—XVIIст
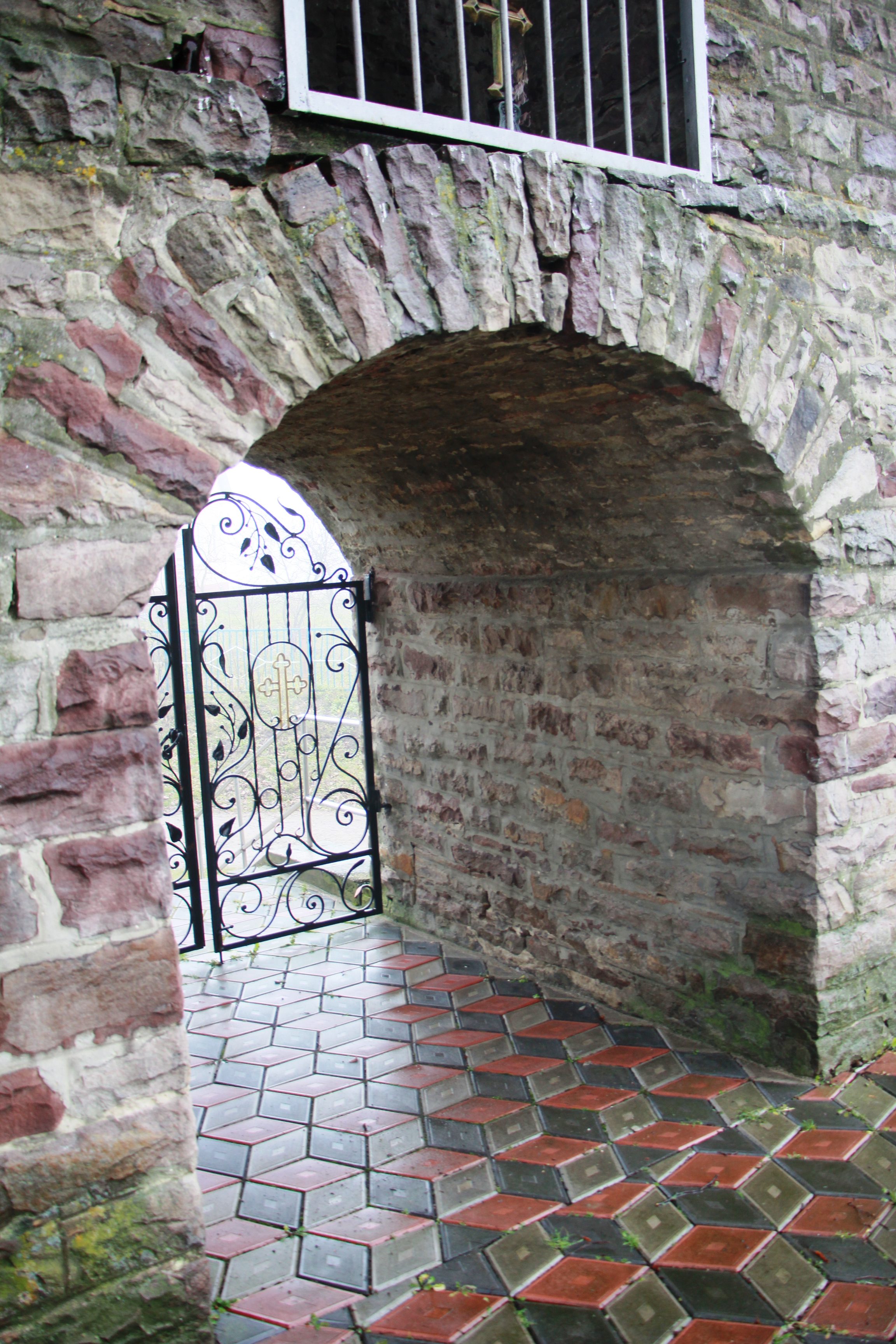
Дзвіниця церкви Благовіщення Пресвятої Богородиці XVI—XVIIст